# Oyster-Pond
Oyster-Pond est un lieu-dit de la partie française de l’île de Saint-Martin, aux Antilles. Il se situe sur le côté est de l'île, au bord de la « Baie Lucas » et de « l'étang aux huîtres », accolé à la frontière littorale avec la partie néerlandaise. Il est desservi par une petite route touristique qui le relie à Quartier-d'Orléans.

## Étymologie
Désigné ainsi par le nom en anglais de la crique attenante dite « l'étang aux huîtres » et cette crique nommée ainsi à cause des huîtres comestibles fixées sur les racines des palétuviers de la mangrove qui existait. Cette mangrove a depuis été totalement détruite par les extensions des marinas et pontons privés.

## Topographie
Petite colline (élévation maxi : 40 m) formant une presqu'île de la pointe "Babit" jusqu'aux pentes du massif "dit" des Deux frères.

## Urbanisation
Le "Coralita" (établissement de cure du Dr. Roux) était pratiquement la seule construction depuis les années 1970, mais à partir de 1986 avec la loi Pons de défiscalisation pour les DOM-TOM ce fut une débauche de réalisations immobilières dont beaucoup n'ont pas respecté la directive d'Ornano du 25 août 1979, qui déclarait inconstructible la bande de 100 m le long du littoral, et qui n'ont pourtant jamais été poursuivies par l'État pour ces faits.

## Services
- Équipements sportifs : terrains privés de basket-ball, de volley-ball, de tennis.

## Lieux remarquables et particularités
- Frontière avec la partie néerlandaise.
- Limite sud de la réserve naturelle marine. La Pointe Babit est une zone protégée inconstructible.
- L'étang était considéré comme un refuge pour les navires en cas d'ouragans.